# Silo duplex
Silo duplex är en nattsländeart som beskrevs av Hagen 1964. Silo duplex ingår i släktet Silo och familjen grusrörsnattsländor. Inga underarter finns listade i Catalogue of Life.